# Стремень
Стремень (укр. Стремінь) — село в Великомостовской городской общине Шептицкого района Львовской области Украины. Расположено на реке Желдец.
Население по переписи 2001 года составляло 502 человека. Занимает площадь 3,27 км². Почтовый индекс — 80078. Телефонный код — 3257.